# ニューソート
ニューソート（New Thought、新思考）、ニューソート運動（New Thought Movement）は、19世紀後半にアメリカ合衆国で始まったキリスト教における潮流のひとつで、一種の異端的宗教・霊性運動である。理想主義的な神学、楽観的な世界観、個人の幸福・健康・物質的な成功に焦点を当てた宗教的儀式を共有する、緩やかにつながり合う多様な宗教共同体の集まりである。物質に対する心の力、精神の優位性に重点を置くもので、理論的にも実践的にも宗教的観念論の一種である。現世利益の追求を戒めるキリスト教プロテスタント系カルヴァン主義への反発を背景に生まれた。
ニューソートは、アメリカのメスメリスト（催眠治療家）・心理療法家フィニアス・クインビーやクリスチャン・サイエンスの創始者メリー・ベーカー・エディの思想を中心としていた。超絶主義者のラルフ・ウォルド・エマーソンの哲学を支えに徐々に社会に浸透していった。アメリカの対抗文化の流れを汲むニューエイジの源流のひとつであり、後のカルトや、通俗心理学、自己啓発運動や自己啓発書への影響も大きい。

## 概要

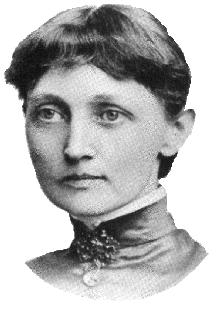
エマ・カーティス・ホプキンス

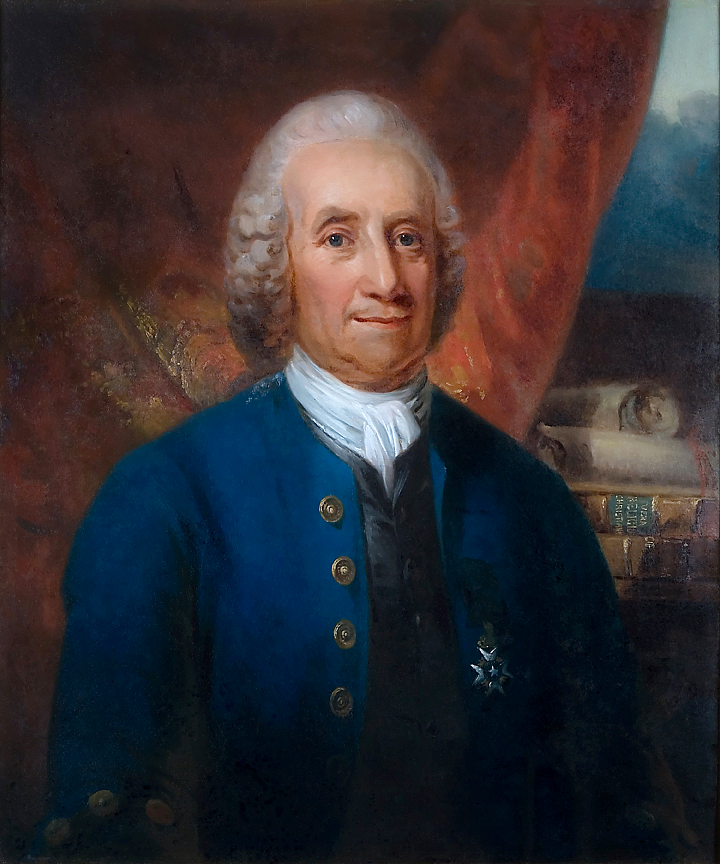
エマニュエル・スウェデンボルグ

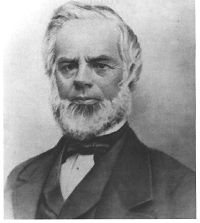
フィニアス・クインビー

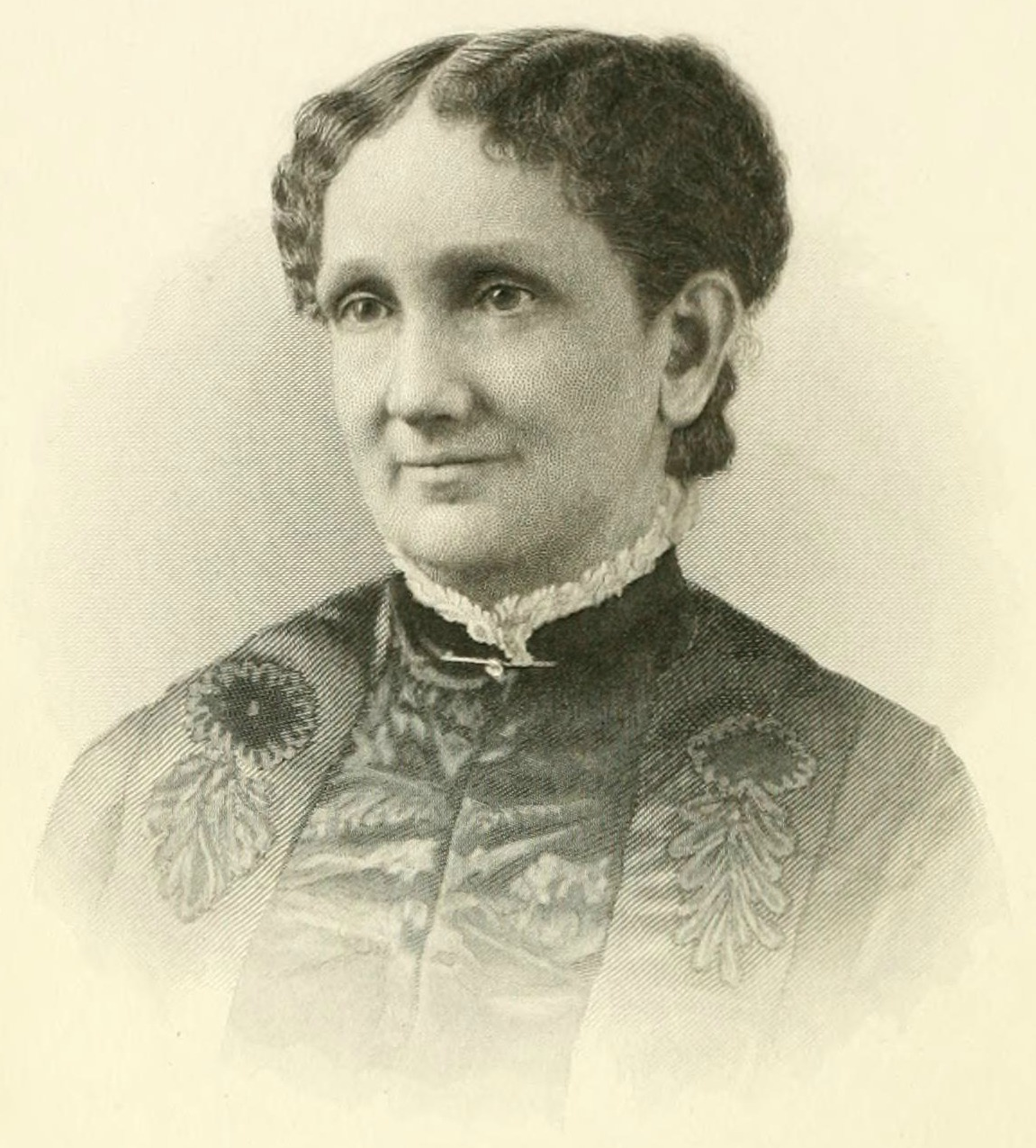
メリー・ベーカー・エディ

ニューソート運動は、クリスチャン・サイエンスの創始者メリー・ベーカー・エディ（1821-1910）に学び、多くの人にその理論とテクニックを教えたエマ・カーティス・ホプキンス（1849-1925）が創始者とされる。エディとクリスチャン・サイエンス、メスメリスト（催眠治療家）・心理療法家のフィニアス・クインビーと彼の弟子たち、ニューイングランドのマインド・キュア運動、メンタル・ヒーリングを実践する様々な独立したグループや個人などが前身または先駆とされている。源流として、新教のカルヴァンに火刑にされた16世紀の神学者・医者・人文主義者セルヴェトゥス（ミシェル・セルヴェ）や、17 - 18世紀の科学者・神学者・神秘家エマニュエル・スウェデンボルグを認める向きもある。
当時、禁欲・宿命論を説くカルヴァン主義が盛り上がっており（第三次大覚醒）、ニューソートはこれに対する反発として生まれた。19世紀後半のアメリカは、工業化の進展により「金ぴか時代」と呼ばれる好景気が到来し、一方カルヴァン主義的禁欲主義は、金ぴか時代の拝金主義を激しく批判していた。スウェデンボルグの思想は、カルヴァン主義的禁欲主義へのアンチテーゼとして支持を集めるようになり、これがニューソートへと拡大・発展していった。また、依然として問題の多かった正統医学への拒否反応も背景にあると言われる。
クインビーは、患者の心の在り様が病に影響しており、病気の本質は患者が持つ誤った信念であり、信念を正せば病気が治ると考えた。人間には顕在意識と潜在意識があり、「神に選ばれなかった人類の大半が地獄に落ちる」といった正統派キリスト教が植え付けた恐怖心が人間の潜在意識に入り込み、それが凝り固まったものが腫瘍になるのであり、恐怖心から解放されれば腫瘍も消えると考えたのである。彼の思想は明らかにスウェデンボルグの思想の延長線上にある。ニューソート運動では、心や思考の性向が健康や経済状態として表れる（思いは現実になる）と考え、潜在意識や思考を変えることで現実を直接的に変えようと試みる。
この運動は元々、マインド・キュア（精神療法）やメンタル・サイエンス（心の科学）などの名前で知られていた。マインド・キュアは、19世紀後半にニューイングランドで始まり、1880年代にニューイングランド全体に広がった。哲学者・心理学者のウィリアム・ジェームズは、マインド・キュア運動の最も特徴的な点は、より直接的なインスピレーション（直観、霊感）を重視することであり、この信仰の指導者たちは、健全な精神状態の持つ万能の力を直感的に信じ、勇気、希望、信頼の持つ圧倒的な有効性を信じ、疑惑、恐れ、心配、そしてネガティブな精神状態のすべてと関連するものを蔑視してきたと述べている。ポジティブ・シンキング、自己啓発（セルフ・ヘルプ）、代替医療、信仰療法、心霊主義、ロマン主義、超絶主義、フェミニズム、ユートピア主義などが非論理的に合体した、複雑な信仰体系であり、論理的に一貫性のある教義とは言い難い。クリスチャン・サイエンス、神智学、心霊主義（スピリチュアリズム）などを含む「メタフィジカル」の伝統と呼ばれる広義の運動の中で、最大のものである。
ニューソートは、聖書の内容を従来とは違う立場から解釈しようとするもので、「人間の意識は宇宙と繋がっている」と考え、その根拠を聖書に求めるのが主流である。その主張には、「そもそも『原罪』は存在せず、あらゆる人々がキリストの力を内包している」、「正統的宗教哲学は数百年間過ちを犯し続けてきた」といったものが含まれていた。その教えを異端視する者がいる一方、従来の禁欲的キリスト教思想に疑問を抱いていた思想家、労働者、零細農場や工場の経営者らは触発された。
1916年に宣言された国際ニューソート同盟の設立理念では、「至高の存在の無限性、人間の神性、そして建設的思考の創造力と、インスピレーション・パワー・健康・成功の源である内なる存在の声に従うことを通し、人間の無限の可能性を教えること」と記されている。多くのグループは基本原則に合意していたものの、心と物質の関係については異なる考えを持っていた。ニューソートのグループは、物質をコントロールする上で心が最も重要な役割を果たすと信じていたが、クリスチャン・サイエンスは、絶対的観念論の立場であり、物質の存在を完全に否定している。とはいえ、ニューソートの各グループは、楽観主義、そして人間の神性化という信念において一致していた。健康な心と体は、人間と神の一体性を認識することによって達成されると考えられた。女性に重要な役割を与え、女性の霊性を称揚した。
マーチン・A・ラーソンはニューソートの主張を以下のように要約する。
- 人間の心情と意識と生命は宇宙と直結している。
- あらゆる病の本質は自己意識に対する無知が原因である。
- 原罪は存在せず、万人が「キリスト」の力を内包している。
- 全人類に喜びと成長と発展と幸福の機会が既に与えられている。
- 人間は内なる「神」の一部を顕現すべく無限の発展を遂げつつある。
- 正統的宗教哲学は数百年間過ちを犯し続けてきた。
- 愛の力は神の意志の地上的表現である。

「神は（人格神ではなく）霊的な存在で、宇宙の全てを満たしており、人間もモノもその一部である」というニューソートの神学思想には、大衆化しやすい面があり、想像力を付け加えて世俗的な解釈がなされ、「宇宙に存在するすべてのものはエーテル状（目に見えない微粒子状）の原質（物を構成する根本となるもの）からなり、人間が思考をもってそのエーテルに働きかければ、それがモノに変化して引き寄せられてくる」という考えに転じ、さらに「人間がより良い状況を思い描くことによって、望み通りの状況を引き寄せることができる」という自己啓発思想が生まれた。人間の人生が自分の考え次第で自由に変えられると信じるなら、成功するのも苦しい状況に陥るのも全く当人の自己責任ということになる。このような自己啓発思想の「ポジティブ志向」「自己責任」の側面は、アメリカ人のメンタリティによく合致した。こうしたニューソートの教義に対しては、「『自分自身が救世主になれ、他人にそれを頼むな』だ。これこそアメリカの独立精神ではないか」という辛口の批評もある。
アン・スタイルズは、ニューソートの魔術的思考とバラ色の回想（過去を美化する認知バイアスの一種）は、今も我々と共にあると述べている。
ニューソートと様々なサブグループは、その歴史の長さとアメリカ文化への広い影響にもかかわらず、学術研究のテーマになることは少ない。

## 運動への影響

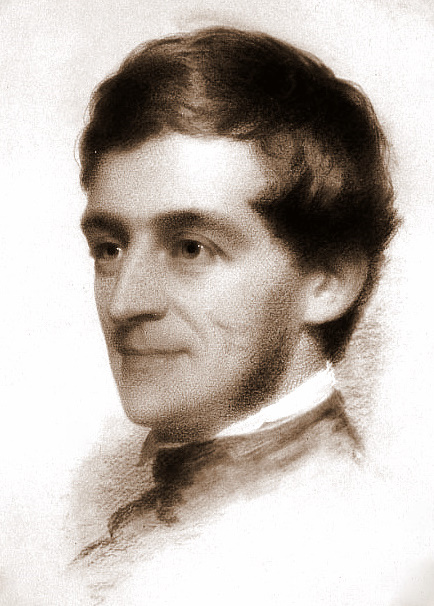
ラルフ・ウォルド・エマーソン

エマ・カーティス・ホプキンスに学んだマインド・キュア運動の活動家たちは、クリスチャン・サイエンスがどのように効果を発揮するのかについて考察を深め、超絶主義者の著作、特にラルフ・ウォルド・エマーソンの著作に答えを見つけた。ユニテリアンの家庭出身のエマーソンは、スウェデンボルグの思想を高く評価していた。彼の超絶主義は、人間は万物の中に神性を見い出す力を持ち、個人の内に神的存在が内在する神秘的な存在であると考え、内なる神性と一体化することの重要性を説くものである。心が健康に及ぼす影響を示したメスメルの仕事と、エマーソンの霊的・精神的な教えが、マインド・キュアにおいて合体した。エマーソンの超絶主義哲学を取り入れて、メンタル・ヒーリングの霊的な根拠を示すことで、運動が深化し、19世紀のニューイングランドでは、様々な組織や個人がメンタル・ヒーリングを行い、方法を教え・学び合うマインド・キュア運動が盛り上がった。
ウィリアム・ジェームズは『宗教的経験の諸相』（1902年）で、この「新しい思想（ニューソート）」には様々な宗派があり、それぞれ呼び名があるが、便宜的にこの運動を「マインド・キュア運動」と呼び、単純化して話すと前置きして解説を行った。ジェームズは、アメリカ的で典型的な「健全な心の宗教」「心を治す宗教」であるマインド・キュアがシンクレティシズムであることを指摘し、その教義の源として、キリスト教の4つの福音書、エマーソンの思想をはじめとするニューイングランドの超絶主義哲学、ジョージ・バークリーの理想主義的哲学（主観的理想主義）、「法則」「進歩」「発展」のメッセージを掲げる心霊主義、大衆の楽観的科学進化論があり、ヒンドゥー教が影響を与えていると分析している。ヒンドゥー教では特にヴェーダーンタが重要だった。また、19世紀後半のヘーゲル協会や、宗教の世俗化（衰退）も関連している。

## 歴史

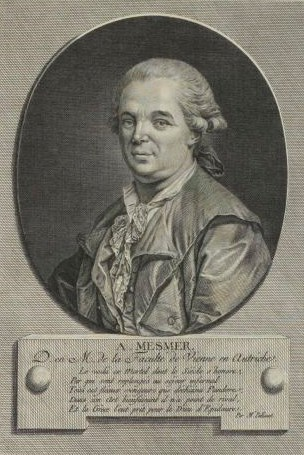
フランツ・アントン・メスメル

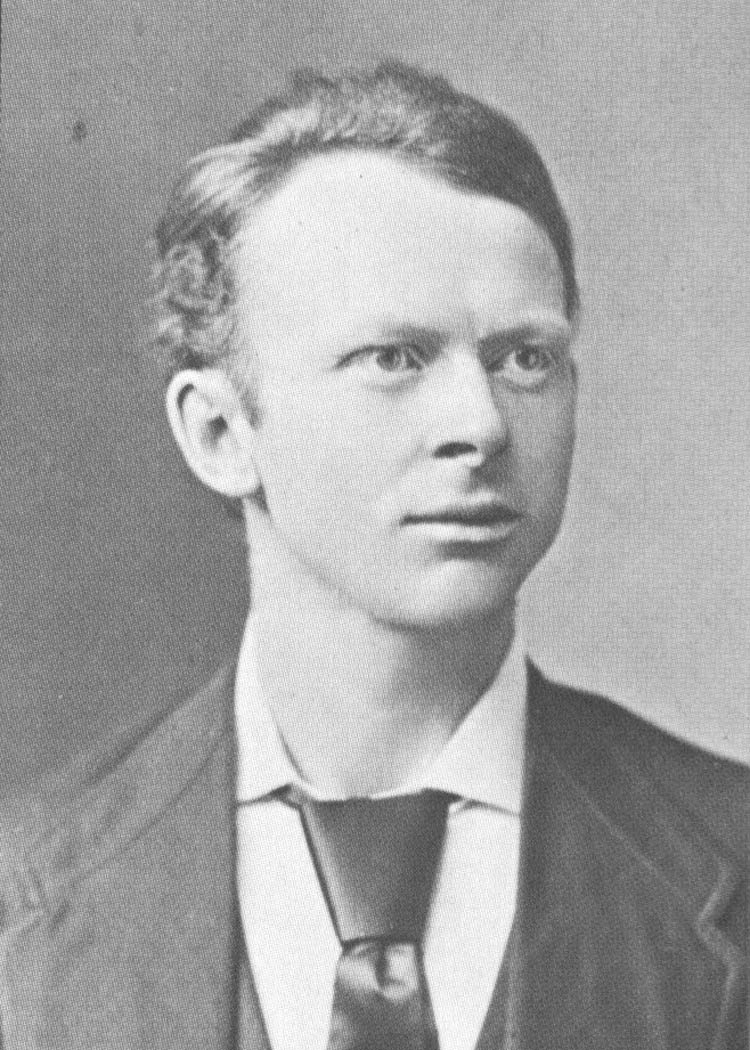
チャールズ・フィルモア

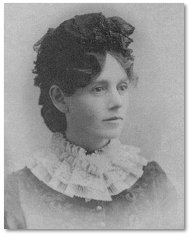
マーテル・フィルモア

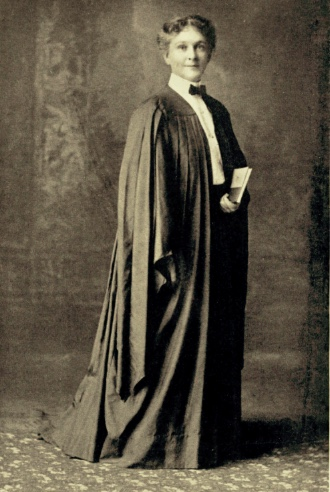
ノナ・L・ブルックス

フランツ・アントン・メスメルが始めたメスメリズム(動物磁気療法）は、人間のトランス状態を利用するものであり、催眠療法へと発展したが、メスメリズム自体は公的な医療の世界では認められなかった。しかし、その研究を通し、メスメルの治療の成功には、医師と患者両方の精神状態が関係するという理解が生まれた。この考えは「マインド・キュア」と呼ばれるようになった。マインド・キュアは医師と患者の共同作業であり、「霊的な治療」であるとも考えられた。マインド・キュアの原理は比較的単純であり、第一に、誘導付きの瞑想やイメージの視覚化などのテクニックによって、真理が啓示として個々人にもたらされること、第二に、実践者は自分の意志を放棄するか、「解放する（let go）」こと、第三に、実践者は潜在意識を、意識的な生活や健康にプラスの影響を与えることができる未開発のリソースとして見ることである。催眠術や形而上学的な癒しなどの実験的な手法が行われた。
1890年までの数年間で、マインド・キュアは、医師が積極的に関与しなくても成功すると考えられるようになった。マインド・キュアの方法で自分で自分を癒すことができるなら、そのテクニックを学ぶ教室に参加すれば、病気になっても治療を受ける必要はないということになる。このテクニックの指導を開発したのはクリスチャン・サイエンスの創始者メリー・ベーカー・エディであり、彼女に学び独立したエマ・カーティス・ホプキンスが、このテクニックを何千人もの人々が利用できるようにした。彼女がニューソート運動の始まりであると言われる。ホプキンスは、ユニティ教会の設立者チャールズ・フィルモア (ユニティ教会)、共同設立者で妻のマーテル・フィルモア、宗教的科学の設立者アーネスト・ホームズ、ディヴァイン・サイエンス教会の設立者ノナ・L・ブルックスと、重要な役割を果たした彼女の姉妹（ブルックス姉妹）や、影響力のある著作家たち等、当時のニューソートの大部分の組織の創始者・重要人物を指導した。

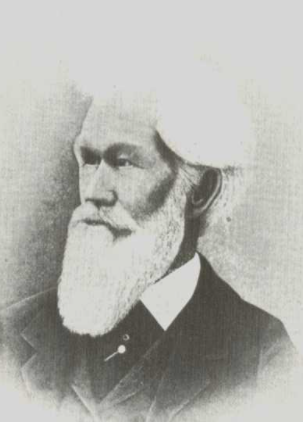
ウォーレン・フェルト・エヴァンス

メソジスト教会の牧師からスウェデンボルグの教えを奉じる新教会の信者になったウォーレン・フェルト・エヴァンスが、スピリチュアル・ヒーリングの思想と方法を文章にした最初のアメリカの著作家であると言われ、1869年に出版された彼の著書『The mental cure（精神治療）』は、最初のニューソートの本と考えらえている。おそらく彼の思想はスウェデンボルグ、メスメル、エマーソンの研究を通して形成されたもので、クインビーとの出会いを通して整理されたのだと考えられている。（彼がクインビーの生徒であったかは論争がある。）エヴァンスは特に新しい教えを提示したわけではないが、著作で中心となる概念を定義し、スウェデンボルグの精神的・霊的世界と物理的世界の対応についての考えをニューソート全体に広めた。彼の本は、キリスト教ユニティ派の設立者チャールズ・フィルモアが、その教えを発展させる基礎を提供した。ユニティ派は超絶主義から生まれ、ニューソート運動の一部になった。
1890年代を通じて、様々な新興グループが全国的な会合を開き、1899年に全国大会が開催された。1914年に国際ニューソート同盟が結成され、1940年代には、宗教科学研究所、形而上学健康学校、先端思想教会など、18のニューソートのセクトと教会が活動していた。これらの運動の中には単一の組織として成功を収めたものもあり、特に影響力があったのは、1889年に設立されたディヴァイン・サイエンス教会とユニティの学校である。ユニティ派は、設立者のフィルモア夫妻の指導のもと、マーケティングと広告の近代的なテクニックを駆使して隆盛した。
また、マインド・キュア運動について分析した、アメリカのプラグマティズム哲学の祖ウィリアム・ジェームズは、狭心症から不眠症まで、100-200もの治療のセッションを行っており、1894年と1898年のマサチューセッツ州議会での医師免許に関する討論で、マインド・キュアを擁護した。ジェームズの哲学にはニューソートの影響が見られるという。

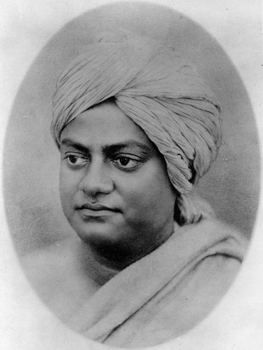
スワミ・ヴィヴェーカナンダ

超絶主義のエマーソンはインド思想に影響を受けており、汎神論・万物皆同源の立場に立つニューソートは、東洋思想全般と親和性が高かった。ニューソートの多くは説得を主な技法としたが、1893年シカゴの世界宗教会議でヒンドゥー教の導師スワミ・ヴィヴェーカナンダが人気となってから、インドの心身訓練法もアメリカに伝わり、インド人ヨガ行者ラマチャラカを名乗り呼吸法の著作を刊行したウィリアム・ウォーカー・アトキンソン（1862 – 1932）のように、ニューソートの中には呼吸法を取り入れたものもあった。アトキンソンの思想は、西洋エソテリシズム（秘教）の生命エネルギー概念をインド思想に読みこんだもので、分かりやすく実践的で当時ベストセラーとなり、欧米では現在も読まれている。
ニューソートはニューイングランドで始まったが、1904年頃にロサンゼルスに輸入され、1915年頃から大部分の指導者は太平洋岸に機関を設立し、カリフォルニアが重要な拠点となった。

## 組織・団体
ニューソート団体の多くは、互いに緩やかに結びつく単立のキリスト教会の形を取ることが多い。ユニティ派、クリスチャン・サイエンス、ディヴァイン・サイエンス教会が最も大きい勢力である。日本の新宗教、生長の家もニューソートの宗教とみなされている。
ニューエイジ以降では、ニューソート思想にニューエイジの概念を付与した形の自己啓発団体も欧米を中心に数々存在している。
日本ではア・コース・イン・ミラクルズ（ACIM、奇跡講座）の分派、ニール・ドナルド・ウォルシュの一派、分派などが乱立している。各々の信奉者が集まり勉強会と称した読書会なども盛んである。

## 女性
ニューソートは、組織的なヒエラルキーではなく、スピリチュアリティ（霊性）と癒しに焦点を当てていたため、女性も指導的地位に就くことができた。女性観が保守化していたヴィクトリア朝時代の当時、他では女性がそのような立場に立つことはほぼ実現不可能だった。
ニューソートでは、それぞれの大人の中に、神聖な内なる「少年（Man Child）」が存在するという考えが推し進められていた。女性達は、自分の欲望や野心をこの内なる「少年」から来たものと考えることで、家父長制の現状を壊すことなく、自分自身の権威を主張することができた。

## 文学・児童文学への影響
アン・スタイルズは、世紀末の作家とその作品にとって不可欠な文脈としてニューソートに注目し、『小公子』『小公女』『秘密の花園』のフランシス・ホジソン・バーネット、『ねじの回転』のヘンリー・ジェイムズ（ウィリアム・ジェイムズの弟）、『赤毛のアン』のルーシー・モード・モンゴメリ、「黄色い壁紙」のシャーロット・パーキンス・ギルマンといった重要な作家・児童文学作家が、ニューソートに精通しており、作品に影響したと分析した。
ニューソートとの関連をよく取り上げられる作家は、バーネットである。彼女は『秘密の花園』（1911年）を書いている時に、マインド・キュアとポジティブ・シンキングの精神に興味を持ったことが記録に残されている。彼女はメリー・ベーカー・エディの友人で、エディの著作を読んでいた。『小公女』では、没落した主人公サラが、プリンセスをイメージして安心感を覚える場面があるが、スタイルズは、その対処はニューソートの一般的な実践であると指摘し、「サラ・クルーは、肯定と否定、創造的視覚化、悪への無抵抗、周囲から瞑想的にひきこもる方法を用いる点で、忠実なニューソートの信奉者のようである」と評している。また、『秘密の花園』のコリンは、自己イメージを良くすることで、病気を劇的に改善させる。『赤毛のアン』や『小公子』のやる気にあふれた主人公達は、周りの現実とは関係なく頑固なまでに楽観主義を貫き、状況が好転していく。
スタイルズが取り上げた作家のうち、バーネット、ギルマン、モンゴメリの3人は、うつ病、不眠症、双極性障害に苦しみ、正当医学による治療の中で、見境のない薬の処方や過度な安静療法を経験した。また、施設への収容や、体を害しかねないような婦人科の治療法のトラウマに苦しんだ人もいる。モンゴメリはマインド・キュアを試し、人に勧めることもあった。なお、彼らはクリスチャン・サイエンスやニューソートの信奉者であると表明しておらず、モンゴメリやギルマンにはクリスチャン・サイエンスを批判した文章もある。

## 後世への影響
狭義のニューソート自体の現在の勢力は、運動が盛り上がっていた1世紀前の予想よりも、はるかに小規模であるが、特に成功の福音を通して、広い範囲に影響を与えた。その原理や神学は、1950年代以降、代替療法運動やニューエイジ運動の様々な信仰や実践のベース、支えとなっている。
その現代的な継承者には、繁栄の神学や、「ポジティブ・シンキングの力」の信念が含まれると考えられ、ニューソート運動は「ポジティブ・シンキング」という言葉を通して普及し、アメリカの価値観や成功哲学や自己啓発のルーツの一つとされている。通俗心理学や自己啓発運動（セルフヘルプ運動）の先駆けであり、プロテスタント主流派における女性の牧師任命や、ナポレオン・ヒルやノーマン・ヴィンセント・ピールの理想主義的な自己啓発書のベストセラー本、大衆文化、プロテスタント主流派における繁栄と成功に関する教えの展開などに影響している。現代の自己啓発やビジネス書の源流であり、日本人への影響も大きい。
スウェデンボルグの神秘思想をさらに推し進めたスピリチュアル系ニューソートの流れがあり、そのライターに、ロンダ・バーンのインタビュー映画『ザ・シークレット』に当初参加していたチャネラー・自己啓発書作家のエスター・ヒックスなどがいる。
尾崎俊介は、1950年代のアメリカでの禅の流行は、背景にニューソートの影響があるのではないかと推測している。また、マインドフルネスは仏教とニューソートのミックスであると述べている。
ニューソートには、後のニューエイジに見られるモチーフが多くあり、馴染み深いものとヒンドゥー教等の異国情緒を組み合わせたニューソートと神智学という2つの霊性運動が、多くのカルトや教義の原型になっていると指摘されている。著作家のキャリー・マクウィリアムズは「後の教義やカルトのほとんどは、神智学とニューソートという2つの輸入された運動の構成要素から進化した…神秘的な要素はポイント・ローマの神智学協会から、現実的な金勘定はニューソートの指導者たちからもたらされたのである。」と述べている。

## 日本
オリソン・スウェット・マーデン（1850 - 1924）やウィリアム・ウォーカー・アトキンソン （1862 – 1932、別名ヨギ・ラマチャラカ）、ラルフ・ウォルド・トライン（1866 - 1958）の翻訳書が明治後期から昭和初期に出版された。ラマチャラカ名義の著作は、日本では大正期に著作が翻訳され、プラナ療法として霊術など民間療法に取り入れられた。マーデン、アトキンソンは中村天風、トラインは谷口雅春や京セラの創業者稲盛和夫などに影響を与えた。
ジェームズ・アレンの影響を受けた経営コンサルタント・オカルティストの船井幸雄は、アレンはデール・カーネギー、ナポレオン・ヒルなど自己啓発・成功哲学の教祖的人物のほとんど全てに影響を与え、現代日本人は多かれ少なかれ影響を受けていると述べている。
尾崎俊介は、日本のスピリチュアル系ニューソートのライターとして『水からの伝言』の江本勝を上げている。アメリカの自己啓発系の世界では、江本は人間の思考がモノに影響を及ぼすというニューソートの思想を科学的に証明したとして、高く評されている。